# Arcevia
Arcevia és un comune (municipi) de la província d'Ancona, a la regió italiana de les Marques, situat a 11 quilòmetres al sud-oest d'Ancona. A 1 de gener de 2019 la seva població era de 4.408 habitants.
A més del nucli d'Arcevia, està format per un conjunt de 18 poblets més o menys dispersos (Avacelli, Castiglioni, Caudino, Colle Aprico, Costa, Loretello, Magnadorsa, Montale, Nidastore, Palazzo, Piticchio, Prosano, Ripalta, San Ginesio di Arcevia, San Giovanni Battista, San Pietro in Musio, Sant'Apollinare i Santo Stefano.)
Arcevia limita amb els següents municipis: Barbara, Castelleone di Suasa, Genga, Mergo, Montecarotto, Pergola, Rosora, San Lorenzo in Campo, Sassoferrato, Serra de' Conti i Serra San Quirico.